# گلیز ۶۷۳
گلیز ۶۷۳ یک ستاره است که در صورت فلکی مارافسای قرار دارد.